# Saison sportive
 (signalé en mai 2025).
Si vous disposez d'ouvrages ou d'articles de référence ou si vous connaissez des sites web de qualité traitant du thème abordé ici, merci de compléter l'article en donnant les références utiles à sa vérifiabilité et en les liant à la section « Notes et références ».
- Archive Wikiwix
- Bing
- Cairn
- DuckDuckGo
- E. Universalis
- Gallica
- Google
- G. Books
- G. News
- G. Scholar
- Persée
- Qwant
- (zh) Baidu
- (ru) Yandex
- (wd) trouver des œuvres sur Wikidata

Pour les articles homonymes, voir Saison (homonymie).
Une saison sportive est la partie de l'année au cours de laquelle se déroulent les compétitions relatives à un sport.
Le terme saison régulière est parfois utilisé, essentiellement dans les sports américains, pour désigner la phase des matchs de championnat en tournoi toutes rondes et la distinguer de la phase préparatoire avant le début réel de la saison (entraînement) et de la phase  éliminatoire terminale (playoffs) en fin de saison qui permet quant à elle de décerner les titres. La terminologie est souvent propre à un sport : par exemple, dans le Championnat de France de rugby à XV, la saison régulière des matchs en toutes rondes est appelée « phase de qualification » et les séries éliminatoires de fin de saison sont appelées « phase finale ».
Une saison peut se dérouler sur une année civile (par exemple en cyclisme, en Formule 1, en rallye ou en Grand Prix moto). Mais le plus souvent la saison sportive s'étale de l'été-automne de l'année en cours au printemps-été de l'année qui suit. C'est le cas en football avec le championnat de France ou la ligue des champions, en basket-ball avec la NBA, en sports d'hiver avec la Coupe du monde de ski alpin ou la Coupe du monde de biathlon qui vont de la fin de l'automne au début du printemps.
Plusieurs compétitions distinctes d'un seul sport peuvent naturellement cohabiter au cours de la même saison. C'est le cas notamment en football et dans d'autres sports collectifs, où certains clubs sont engagés sur plusieurs fronts (championnat national, coupe nationale, coupe d'Europe).
Dans le cas de compétitions internationales majeures, comme la coupe du monde de football ou le championnat d'Europe des nations organisés tous les quatre ans, la compétition s'étale sur deux ou trois années (en partant de la phase qualificative jusqu'au tournoi final) et chevauche donc plusieurs saisons sportives ordinaires.